# نسبت اندازه بال

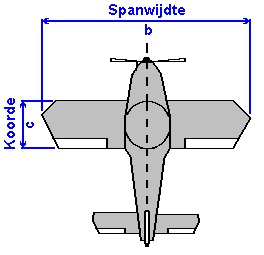
طول بال های یک هوپیمای فرضی

نسبت اندازه بال یا نسبت ابعاد بال (به انگلیسی: Aspect ratio) که با علامت AR نشان داده می‌شود یک پارامتر مهم در طراحی بال هواپیما به شار می‌رود و برابر است با نسبت توان دوم طول بال به مساحت آن.
نسبت بال در واقع میزان باریکی یک بال را نشان می‌دهد. یک بال نازک و بلند در مقایسه با یک بال پهن و کوتاه دارای نسبت بال بیشتری است.